# 莫菲特冰川
85°52′S 161°0′W / 85.867°S 161.000°W
莫菲特冰川是南極洲的冰川，位於毛德王后山脈地區，全長24公里，發源自羅森高原，最終在本傑明山以南注入阿蒙森冰川，該冰川在1929年11月28至29日由美國探險家發現。